# 353 Dywizja Strzelecka (ZSRR)
353 Dywizja Strzelecka (ros. 353-я стрелковая дивизия) – związek taktyczny (dywizja) Armii Czerwonej.
Sformowana w czasie II wojny światowej, w 1941, w Noworosyjsku. Broniła miasta Tuapse przed niemieckim najeźdźcą, wyzwalała Ukrainę (Dniepropietrowsk, Dnieprodzierżyńsk). Wojnę zakończyła w Bułgarii.